# Красуський Костянтин Адамович
Костянтин Адамович Красуський (14 вересня 1867, Верейкіно, Рязанська губернія — 4 липня 1937, Баку) —  російський хімік. Брат хіміка Івана Красуського та анатомині Анна Красуської.
Закінчив курс в  Санкт-Петербурзькому університеті по природничому відділенню фізико-математичного факультету.
Був професором неорганічної, потім органічної хімії в  Варшавському університеті, професором хімії в київському політехнікумі та Київському університеті. Отримав ступінь доктора за дисертацію: «Дослідження реакції аміаку і амінів з органічними оксидами» (1911).
З 1916 по 1929 рік — професор Харківського університету, був проректором.
Через конфлікт з професором Георгієм Петренко покинув Харківський інститут народної освіти та переїхав до Баку.
Співпрацював у 82-томному «Энциклопедическом Словаре» Брокгауза и Ефрона.
Член-кореспондент Академії наук СРСР (1933).

## Публікації
(головним чином у «Журнале Русского Физико-Химического Общества» і в «Journ. f. prakt. Chemie»):
- «О действии спиртовой щелочи на дипропаргил» (спільно з Фаворським.)
- «О порядке присоединения хлорноватистой кислоты к этиленовым углеводородам»;
- «О влиянии хлора на порядок отщепления воды в альфа-хлороспиртах»;
- «О реакции образования альдегидов и кетонов из галоидных соединений этиленовых углеводородов»;
- «О реакции образования альдегидов и кетонов из альфа-хлороспиртов»;
- «О механизме изомеризации органических альфа-окисей» та ін.;
- «Исследование изомерных превращений, совершающихся при участии органических окисей» (СПб., 1902; магістерська дисертація);
- «Zur Frage uber Structur des Isobutylenchlorhydrins».